# West Tisbury (Massachusetts)
Pour les articles homonymes, voir Tisbury.
West Tisbury est une ville du Comté de Dukes dans l’État du Massachusetts.
Elle a été incorporée en 1892.
Sa population était de 3 555 habitants en 2020.